# 1290 Albertine
Az 1290 Albertine (ideiglenes jelöléssel 1933 QL1) a Naprendszer kisbolygóövében található aszteroida. Eugène Joseph Delporte fedezte fel 1933. augusztus 21-én, Uccleban.